# Tuviah Friedman
Tuviah Friedman (Radom, Polonia; 23 de enero de 1922 – Haifa, Israel; 13 de enero de 2011)  fue un "cazanazis" y director del Instituto para la Documentación de los crímenes de guerra nazis, en Haifa, Israel.
Friedman nació en Radom (Polonia), en 1922. Durante la Segunda Guerra Mundial, con la ocupación de Polonia por parte de los alemanes, sobrevivió a los guetos y a la violencia extrema. Fue encarcelado en un campo de concentración nazi, cerca de Radom, de donde escapó. Al final de la guerra se alistó en el ejército polaco y fue enviado a Danzing para rastrear a los alemanes que se escondían en esa ciudad. Demostró un gran talento para las misiones policiales y para los interrogatorios de los SS prisioneros. En 1946 dejó el ejército y mientras se ponía en contacto con la Bricha, la organización de escape a Palestina de los judíos supervivientes del Holocausto, se dedicó a cazar algunos nazis por su cuenta. Para atrapar a un Oficial de las SS que había operado en Radom, no dudó en introducirse en un campo de prisioneros de los aliados haciéndose pasar por miembro de las SS y vistiendo el uniforme. El gran objetivo de Friedman siempre fue cazar a Adolf Eichmann. En el camino descubrió a varios nazis, pero su gran obsesión era capturar al cerebro del Holocausto: el hombre que hacía circular los trenes de la muerte hacia los campos de concentración.
Su gran contribución a la caza del genocida Adolf Eichmann fue un error. Convencido de que Eichmann se escondía en Kuwait, lanzó la noticia por todo el mundo. Entonces recibió la carta indignada de un individuo que lo había visto en Argentina. Eichmann fue cazado en Argentina por agentes del Mossad en la llamada Operación Garibaldi. El papel exacto de Friedman, así como el de Simon Wiesenthal, ha sido muy controvertido, pero es cierto que sin él la pista del viejo criminal nazi se hubiera enfriado. En su actividad, Friedman nunca dejó de usar la palabra venganza, por eso le conocían como "El Despiadado" y tituló muy expresivamente sus memorias en 1961 El Cazador, mientras su colega Wiesenthal prefería el mucho más políticamente correcto término de justicia.
Tuviah Friedman falleció el 13 de enero de 2011 en Haifa, a los 88 años de edad, después de haber dedicado su vida a la persecución de criminales nazis.